# جون مارلو
جون مارلو (بالإنجليزية: June Marlowe)‏ هي ممثلة أمريكية، ولدت في 6 نوفمبر 1903 في سانت كلاود في الولايات المتحدة، وتوفيت في 10 مارس 1984 في بربانك في الولايات المتحدة بسبب مرض باركنسون.

## أعمال

### أفلام
- معلم الحيوانات الأليفة

## وصلات خارجية
- جون مارلو على موقع IMDb (الإنجليزية)
- جون مارلو على موقع أول موفي (الإنجليزية)
- جون مارلو على موقع قاعدة بيانات برودواي على الإنترنت (الإنجليزية)
- جون مارلو على موقع قاعدة بيانات الأفلام السويدية (السويدية)
- جون مارلو على موقع قاعدة بيانات الفيلم (الإنجليزية)
- جون مارلو على موقع كينوبويسك (الروسية)